# 拉杰卜·阿卜杜勒哈伊
拉杰卜·阿卜杜勒哈伊·萨阿德·阿卜杜勒拉扎克·阿卜杜拉（1991年3月4日—），埃及男子举重运动员，2009年非洲举重锦标赛男子77公斤级金牌得主、2015年非洲运动会男子94公斤级金牌得主、2017年非洲举重锦标赛男子94公斤级金牌得主、2019年非洲运动会男子102公斤级金牌得主。